# Otos (peuple)
Pour les articles homonymes, voir Oto et Otoe.

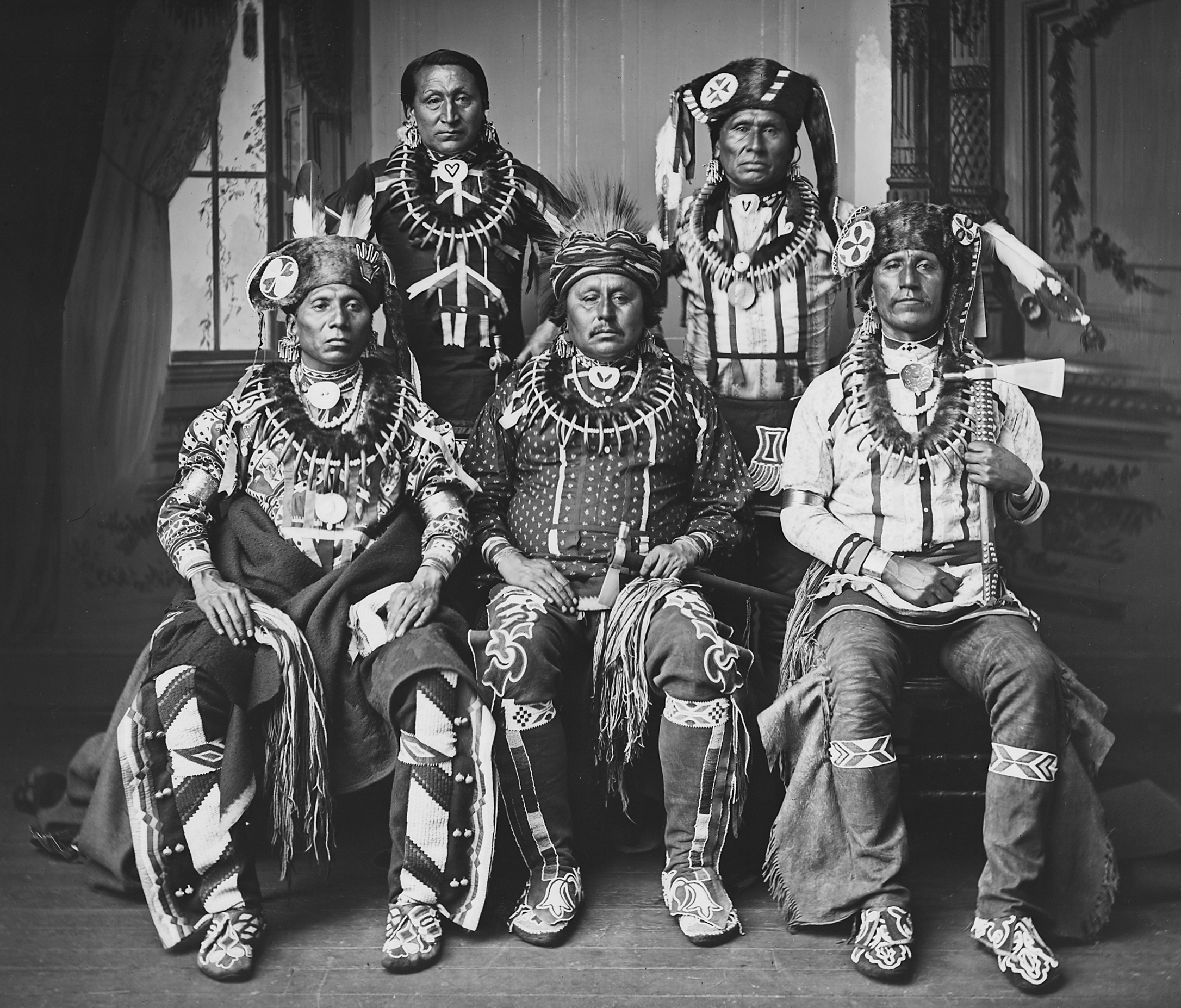
Délégation d'Otos en janvier 1881.

Les Otos, aussi appelés Otoe, sont un peuple indigène de l'Oklahoma parlant une langue siouane. Avec les Missouris, les Omahas et les Poncas, les Otos faisaient autrefois partie des Ho-Chunk (Winnebagos).